# Каре, Франциск
Франциск Каре (собств. Францишек Ксаверий Карю, Franciszek Ksawery Karü; 10 декабря 1731, Орша — 11 августа 1802, Полоцк) — генеральный викарий в России (в 1799—1801 годах) и генерал (в 1801—1802 годах) Общества Иисуса (иезуитов).

## Биография
Родился в Орше (Белоруссия) в семье выходцев из Англии. После получения образования вступил в орден иезуитов. В 1754—1756 годах проходил новициат в Вильне, после чего ещё два года углублял теологическое образование. В 1759 году переехал в Пинск, где в 1762 году был рукоположён в священники.
После служения в нескольких белорусских городах (Минск, Несвиж, Слуцк) Каре в 1768 году прибыл в Полоцк, где изучал в иезуитской коллегии архитектуру. Там он близко сошёлся со Станиславом Черневичем и Габриэлем Ленкевичем, двумя будущими генеральными викариями России, которые предпринимали усилия по сохранению ордена иезуитов в России после его упразднения в 1773 году папой Пием VI, и активно включился в их деятельность.
В 1782 году Каре стал ректором иезуитской Коллегии в Орше, а в 1785 году был избран ректором самой престижной иезуитской высшей школы Российской империи — коллегии в Полоцке.
После смерти Габриэля Ленкевича Каре был избран 12 февраля 1799 года на пост генерального викария Общества Иисуса в России. В 1800 году благожелательно настроенный к иезуитам царь Павел I передал Обществу Церковь святой Екатерины Александрийской в Санкт-Петербурге и дал своё согласие на то, чтобы там был устроен колледж.
В марте 1801 года папа Пий VII одобрил существование иезуитов в России и согласился на то, чтобы генеральный викарий Общества Иисуса в России Франциск Каре и его преемники носили титул «Генерал ордена в России». Каре умер 11 августа 1802 года. Его преемником на посту генерала ордена в России стал Габриэль Грубер.